# Cazarma Regimentului II Românesc de Graniță din Năsăud
Cazarma Regimentului II Românesc de Graniță din Năsăud este un monument istoric aflat pe teritoriul orașului Năsăud. În Repertoriul Arheologic Național, monumentul apare cu codul 32553.03.
Clădirea este monument istoric datând din secolul al XVIII-lea, sediul cazarmei Regimentului II de Graniță de la Năsăud.

## Galerie

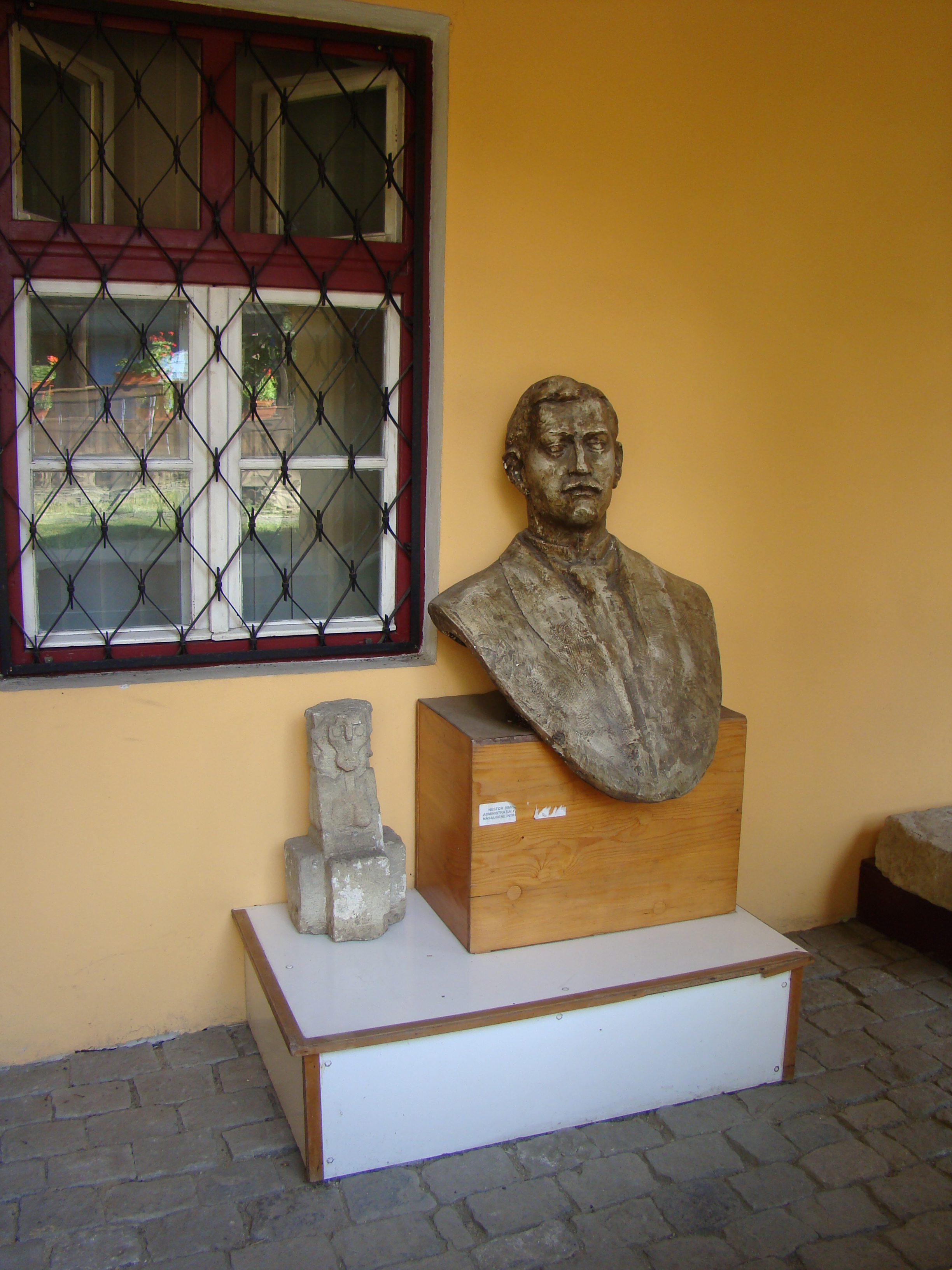
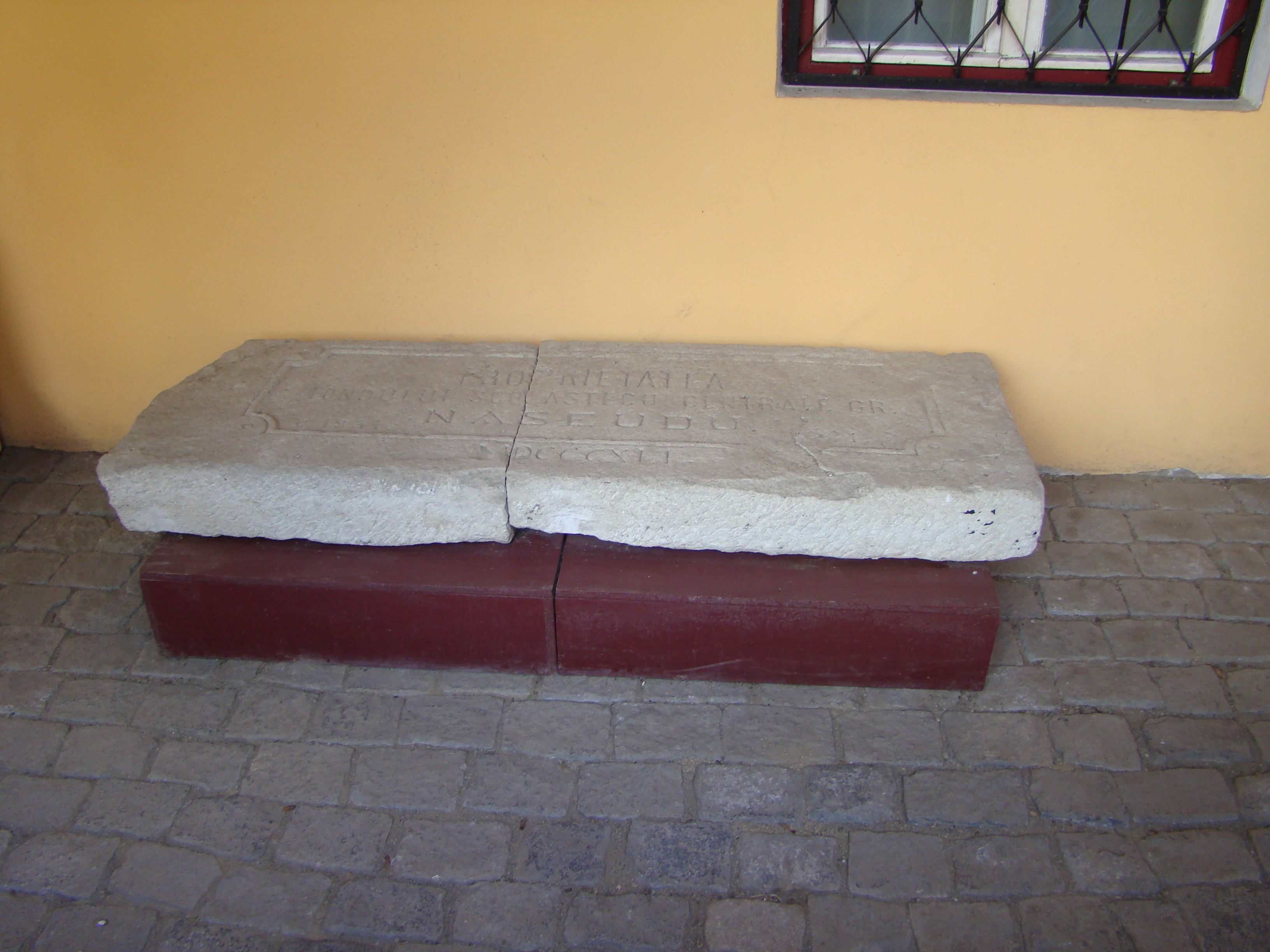
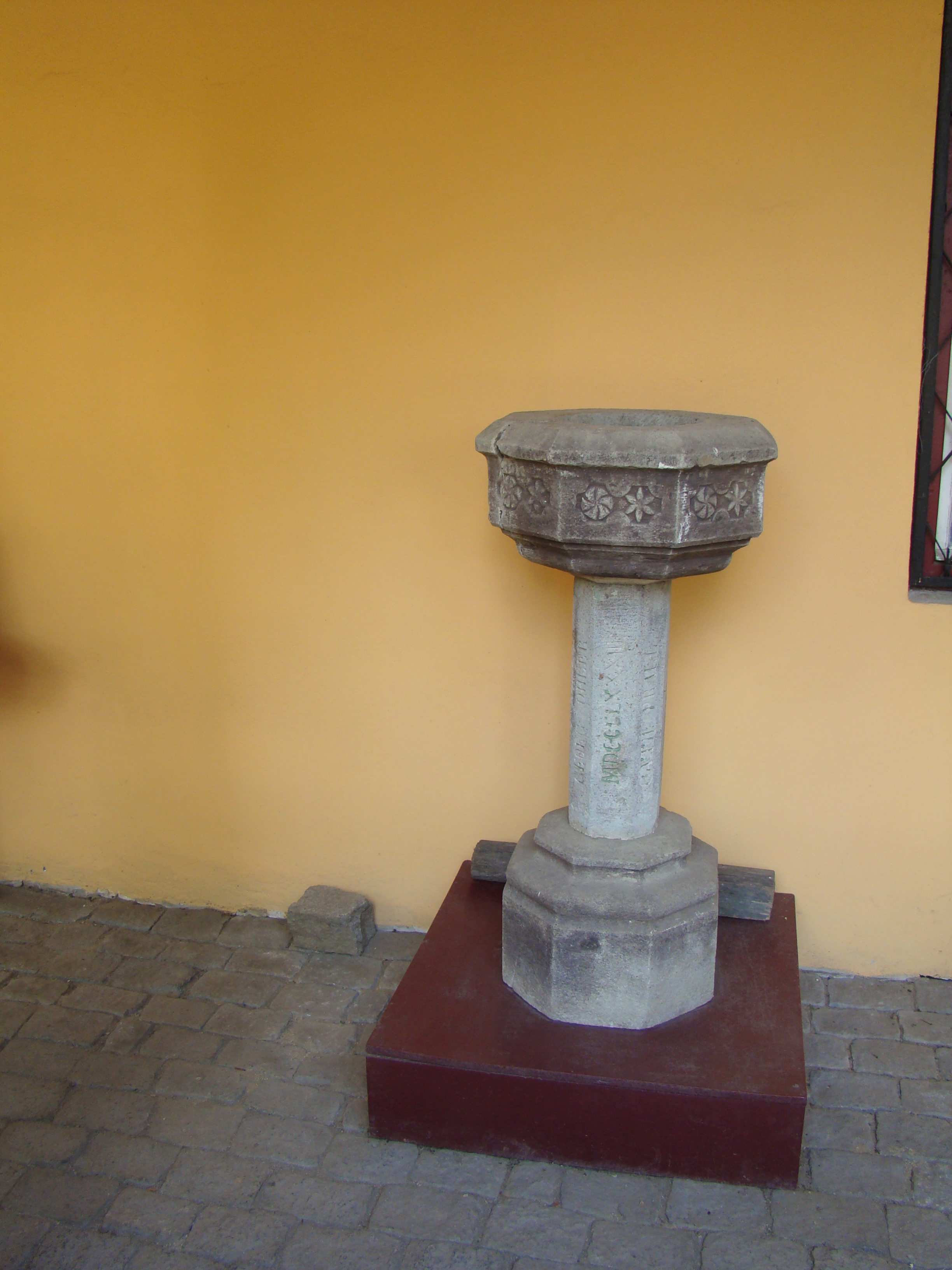
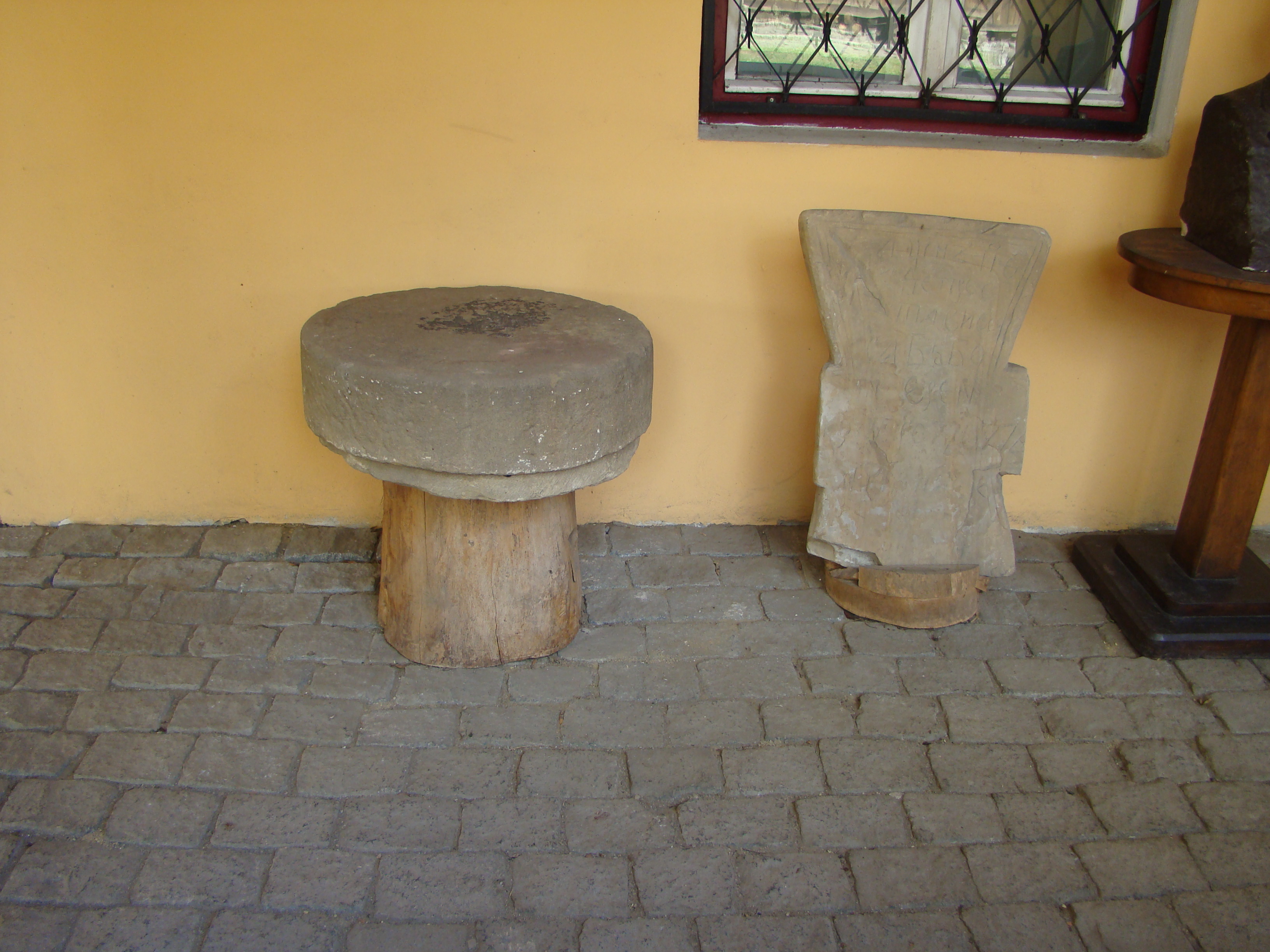
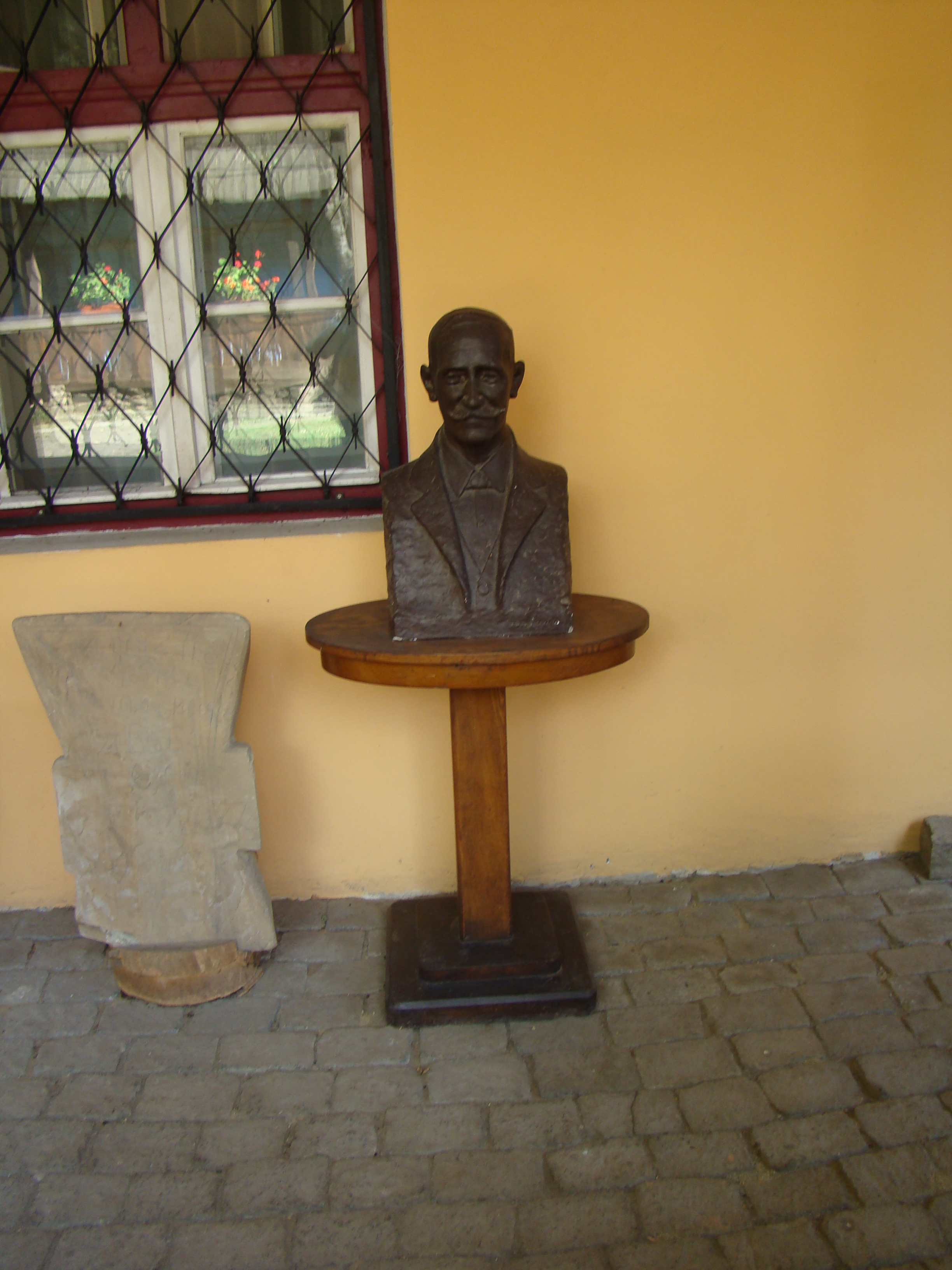
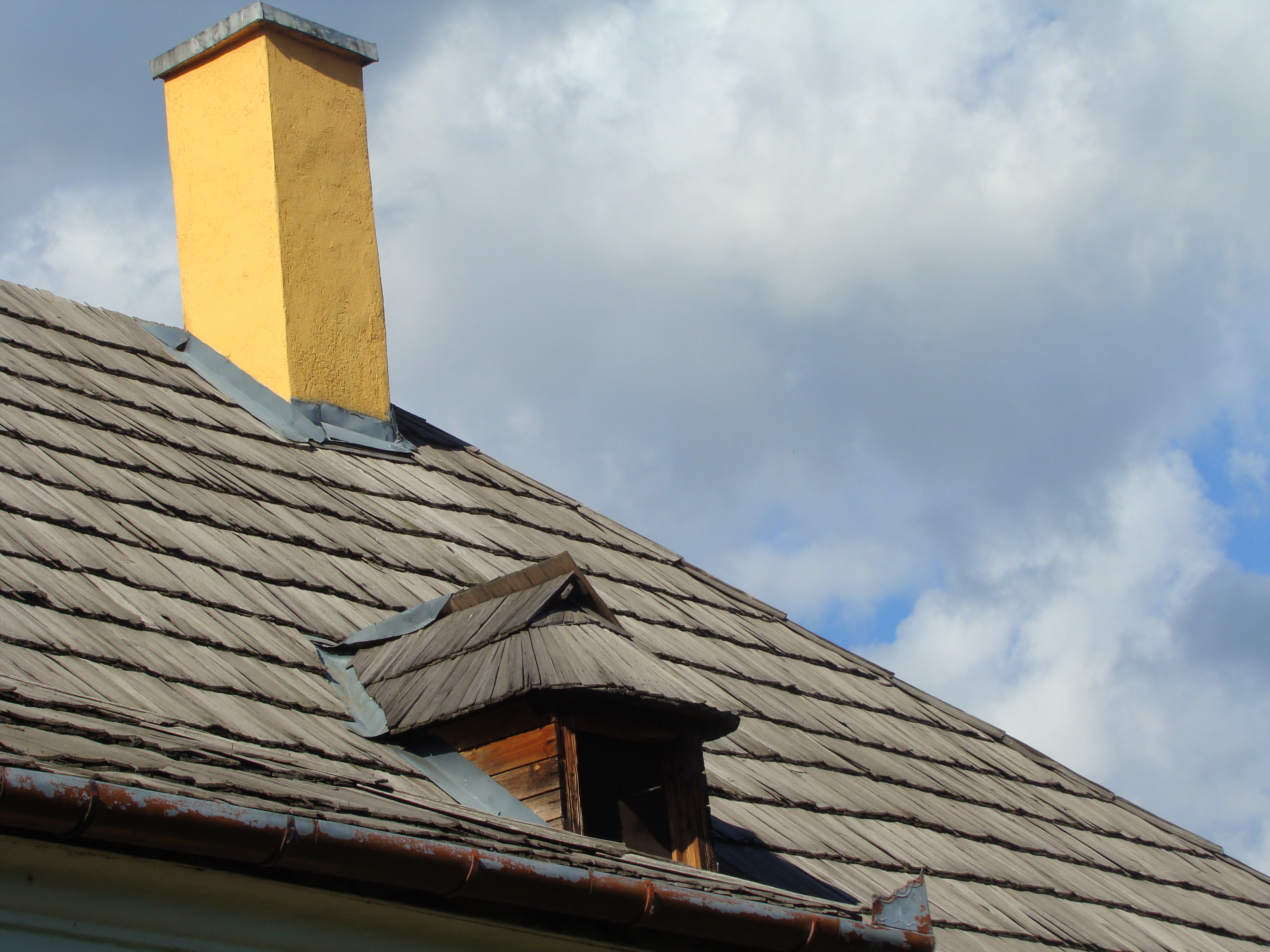
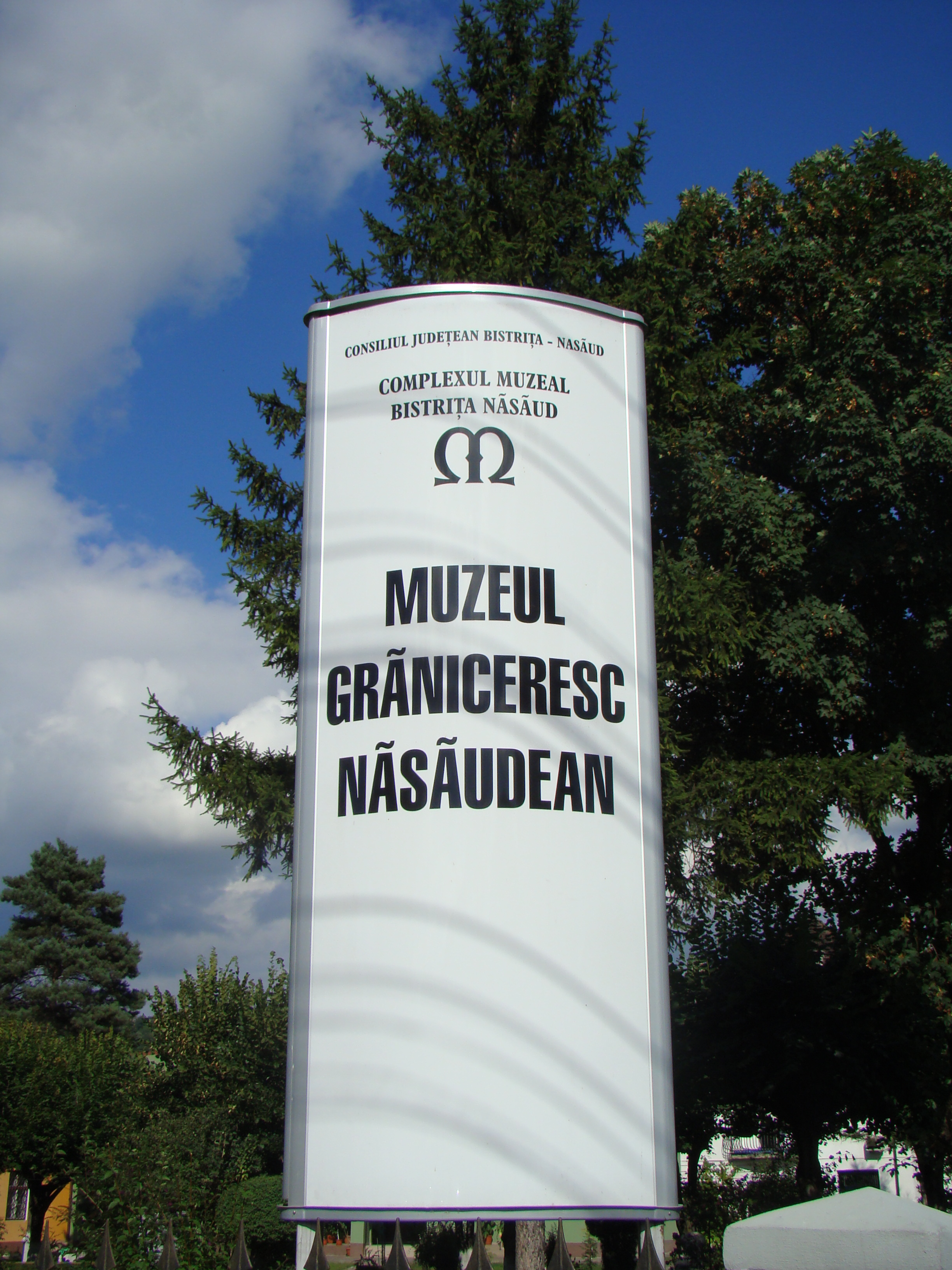
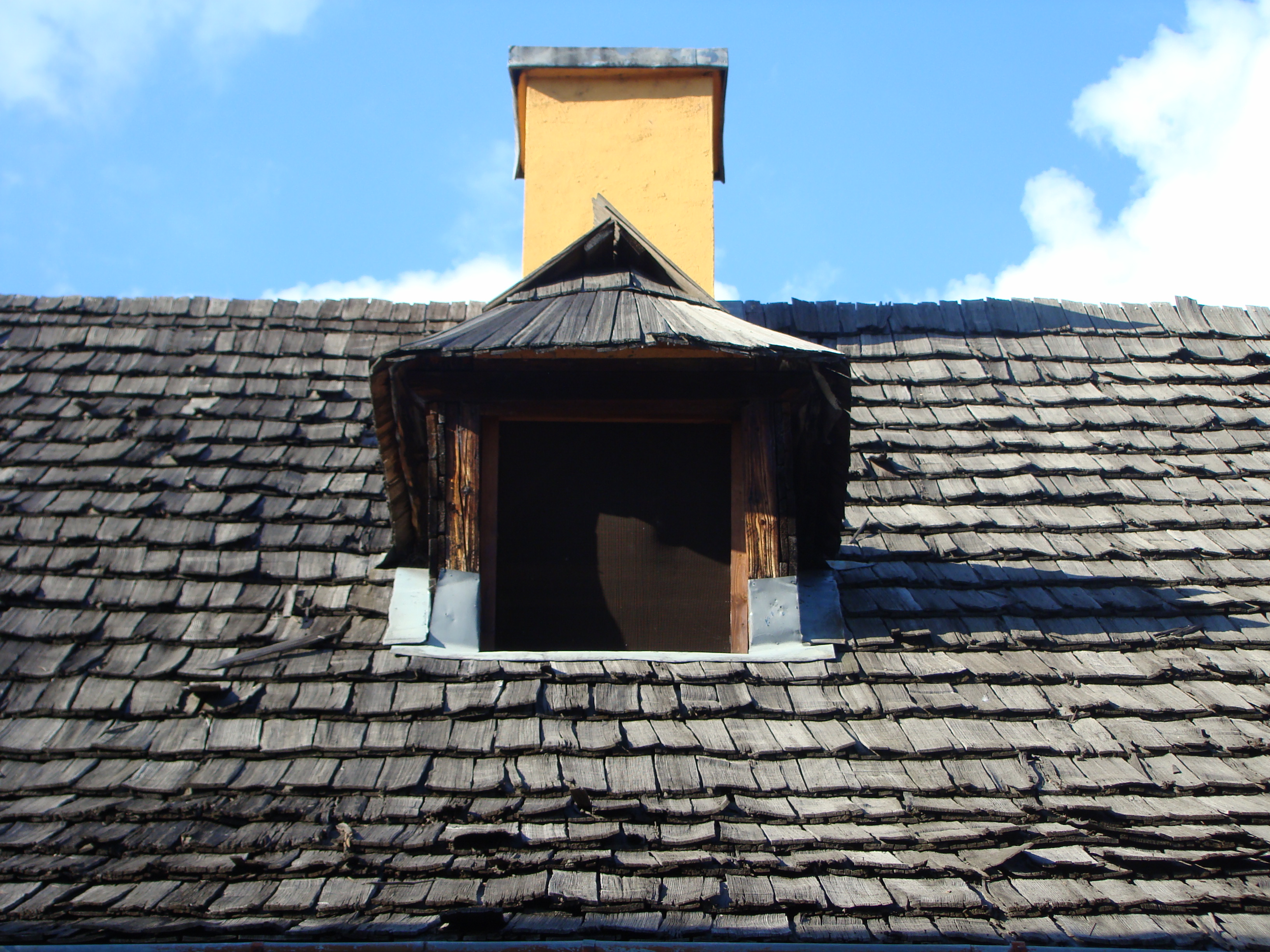